# Барбаро, Алехандро
Алехандро Бриан Барбаро (исп. Alejandro Brian Barbaro; 20 января, Ломас-де-Самора, Аргентина) — аргентинский футболист, полузащитник.

## Биография
На родине выступал за клубы Буэнос-Айреса «Банфилд» (2011—2013), «Олл Бойз» (2013—2014) и «Сан-Лоренсо де Альмагро» (2014—2015). Сезон 2015/16 провёл в уругвайском «Насьонале», с которым стал серебряным призёром чемпионата.
Перед сезоном 2016/17 перешёл в кипрский клуб «Аполлон» Лимасол на правах свободного агента. Не закрепился в клубе и зимой был отдан в аренду. За эти полгода Барбаро сыграл 9 матчей, в основном появляясь на поле на последние 10-20 минут.
В январе 2017 был отдан в аренду в ФК «Кармиотисса». За полсезона сыграл 17 матчей и забил 5 мячей.
Будучи свободным агентом, 11 сентября 2017 года перешёл в клуб российской премьер-лиги «СКА-Хабаровск». Дебютировал 17 сентября в матче 10 тура против «Ахмата» (2:2) — вышел на 77-й минуте. Сыграл 4 матча (включая Кубок России).